# Isopaches pumicicola
Isopaches pumicicola är en bladmossart som först beskrevs av Sven Berggren och som fick sitt nu gällande namn av Vadim A. Bakalin.
Isopaches pumicicola ingår i släktet Isopaches och familjen Anastrophyllaceae. Inga underarter finns listade i Catalogue of Life.